# Rectala
Rectala é um gênero de traça pertencente à família Brachodidae.